# Damian Halata
Damian Halata (* 8. August 1962 in Świętochłowice, Polen) ist ein ehemaliger deutscher Fußballspieler und heutiger -trainer. In der höchsten Spielklasse des DDR-Fußballs, der Oberliga, spielte er für den 1. FC Magdeburg und den 1. FC Lokomotive Leipzig.

## Sportliche Laufbahn

### Club- und Vereinsstationen
In seiner aktiven Zeit spielte der Stürmer in 267 Oberligaspielen (68 Tore) für den 1. FC Magdeburg, dem er seit 1974 angehörte, und den 1. FC Lokomotive Leipzig, zu dem der Sportstudent 1988 wechselte. Damian Halata bestritt 14 Europacupspiele mit zwei Toren für diese beiden Fußballclubs.
Nach der erfolgreichen Qualifikation des 1. FC Lok Leipzig für die 2. Fußball-Bundesliga verletzte er sich in seinem zweiten Punktspiel für den inzwischen in VfB Leipzig umbenannten Verein am 5. Spieltag der Saison 1991/1992 schwer (Kreuzbandriss) und musste daraufhin bereits mit 29 Jahren seine aktive Karriere beenden.

### Auswahleinsätze
Obwohl noch für die Juniorenauswahl des nächsten Jahrgangs spielberechtigt, zählte Halata, im Frühjahr 1980 in der Männeroberliga debütierend, zum ostdeutschen Kader beim letzten UEFA-Juniorenturnier, der inoffiziellen Europameisterschaft dieser Altersklasse. Bei der in der DDR ausgetragenen Endrunde im Mai 1980 gelang dem Team des DFV aber nicht der Sprung ins Halbfinale. Im Folgejahr bei der ersten U-18-EM scheiterten die DDR-Junioren in der Qualifikation. 
In der 2. Jahreshälfte 1981 rückte er in die U-21-Auswahl auf. Für den DDR-Nachwuchs absolvierte er bis Februar 1984 20 Spiele, in denen er drei Treffer erzielte.
Der Magdeburger wurde insgesamt viermal in der A-Nationalmannschaft der DDR eingesetzt und erzielte dabei einen Treffer. Mit der DDR-Olympiaauswahl, in der der Magdeburger 1986 beim Nehru Cup debütierte und bis 1988 30 Partien bestritt, qualifizierte er sich nicht für die Endrunde der Olympischen Spiele 1988 in Seoul.

## Trainerlaufbahn
In der Zeit von 1992 bis 1994 arbeitete Damian Halata als Co-Trainer beim VfB Leipzig unter den Cheftrainern Jürgen Sundermann und Bernd Stange. Am 9. April 1994 wurde er mit 31 Jahren zum Cheftrainer des VfB berufen und führte die Mannschaft in der Schlussphase der Fußball-Bundesliga bis zum 30. Juni 1994. Vom 1. Juli 1994 bis zum 30. April 1996 war er erneut als Co-Trainer beim VfB Leipzig tätig, um am 1. Mai 1996 erneut das Cheftraineramt beim abstiegsbedrohten VfB Leipzig zu übernehmen. Nach erfolgreichem Klassenerhalt war Halata wieder als Co-Trainer tätig. Am 7. Dezember 1997 wurde er zum dritten Mal Cheftrainer beim VfB Leipzig, konnte aber zum Ende der Saison den Abstieg des Vereins aus der 2. Bundesliga nicht verhindern.
Vom 8. Dezember 1998 bis zum 14. März 2001 arbeitete Damian Halata als Cheftrainer und Co-Trainer bei Dynamo Dresden in der Regional- und Oberliga. Ab 1. Januar 2002 übernahm er den ZFC Meuselwitz auf einem Abstiegsplatz der Thüringenliga und erreichte am Ende der Saison den Klassenerhalt. Nach einem zweiten Platz (2003) führte Halata den ZFC 2004 in die Oberliga. Dort belegte er 2005 den sechsten Platz. Im September 2005 hatte er nach einem Unentschieden am 5. Spieltag beim TSV Völpke kurzzeitig seine Tätigkeit beim ZFC Meuselwitz beendet. Er war mit dem Abschneiden in der laufenden Saison unzufrieden. Er widerrief jedoch seine Entscheidung, blieb bis zum Sommer 2006 beim ZFC und erreichte den fünften Tabellenplatz. 
Am 22. März 2007 übernahm Halata den SV Dessau 05 in der Oberliga Nordost als Cheftrainer und löste den seit 1992 amtierenden Dieter Hausdörfer ab. 
Ab Dezember 2007 war Halata erneut Trainer des ZFC Meuselwitz und besitzt hier einen Vertrag bis Sommer 2012. In der Saison 2008/2009 führte er den ZFC Meuselwitz zum erstmaligen Aufstieg in die Regionalliga.
Am 2. Mai 2011 beurlaubte der ZFC Meuselwitz überraschend seinen Cheftrainer Damian Halata. Die Beurlaubung wurde seitens des Vereins mit Vorfällen im Zusammenhang mit der Auswärtsniederlage in Oberneuland begründet.
Ende Dezember 2011 wurde Damian Halata als neuer Chefcoach der Oberligamannschaft des FSV Budissa Bautzen vorgestellt. Er trat damit die Nachfolge von Dirk Rettig an, der nach der Beurlaubung von Thomas Baron interimsmäßig das Traineramt ausübte. Halata erhielt einen Vertrag bis 2014. Im Sommer 2013 wurde Halata jedoch aufgrund des verpassten Aufstiegs durch Thomas Hentschel ersetzt.

## Weiterer Werdegang
Zurzeit ist er Sportlehrer in Leipzig am Musikalisch-Sportlichen Gymnasium der Rahn Education Group.

## Trivia
In einem Spiel der Oberliga gegen die BSG Sachsenring Zwickau im Oktober 1988 gelangen Halata fünf Tore (Endstand 7:2). Dies gelang außer ihm keinem anderen Spieler in der ostdeutschen Elitespielklasse.